# Francois Gordon
Jean Francois (François) Gordon, CMG, CVO (* 16. April 1953) ist ein ehemaliger britischer Diplomat, der unter anderem von 2005 bis 2008 Hochkommissar in Uganda war.

## Leben
Jean Francois Gordon absolvierte ein Studium am Queen’s College der University of Oxford. Er trat 1979 in den diplomatischen Dienst (HM Diplomatic Service) und wurde zunächst von 1979 bis 1980 im Außenministerium (Foreign and Commonwealth Office) im Referat Außenpolitik der Europäischen Gemeinschaften (European Community Department (External)) eingesetzt. Nach einer darauf folgenden einjährigen Sprachausbildung fungierte er zwischen 1981 und 1983 zuerst als Zweiter Sekretär sowie zuletzt als Erster Sekretär an der Botschaft in Angola. Danach war er zwischen 1983 und 1988 Erster Sekretär der britischen Delegation bei der UN-Konferenz für Abrüstung in Genf sowie von 1988 bis 1990 Referent im Referat für die Vereinten Nationen im Außenministerium. Nachdem er zwischen 1990 und 1992 Erster Sekretär am Hochkommissariat in Kenia war, fungierte er im Außenministerium zwischen 1992 und 1994 erst als Referent im Referat Südliches Afrika sowie danach von 1994 bis 1995 als Referent im Referat Irland.
Danach war Gordon 1995 zunächst Referent sowie 1996 Leiter des Referats Drogen- und Internationale Kriminalität (Head of Drugs and International Crime Department, Foreign and Commonwealth Office). Als Nachfolger von Peter Marshall wurde er 1996 Botschafter in Algerien und bekleidete diese Funktion bis 1999, woraufhin William Sinton seine dortige Nachfolge antrat. Für seine Verdienste wurde er am 1. Januar 1999 Companion des Order of St Michael and St George (CMG). Im Anschluss war er zwischen 1999 und 2000 Absolvent des Royal College of Defence Studies (RCDS) in London. Im Mai 2001 löste er Haydon Boyd Warren-Gash als Botschafter in der Elfenbeinküste ab und behielt dieses Amt bis zu seiner Ablösung durch David Coates 2004. In dieser Funktion war er zugleich zwischen 2001 und 2004 in Personalunion als Botschafter in Niger, als Botschafter in Liberia und als Botschafter in Burkina Faso akkreditiert.
Zuletzt wurde Francois Gordon 2005 Nachfolger von Adam Wood als Hochkommissar in Uganda. Diesen Posten bekleidete er bis zu seinem Ausscheiden aus dem diplomatischen Dienst 2008 und wurde daraufhin von Martin Shearman abgelöst. Für seine Verdienste wurde er am 24. November 2007 auch Commander des Royal Victorian Order (CVO).
Nach seinem Ausscheiden aus dem diplomatischen Dienst war Gordon von 2009 bis 2013 Berater für europäische Strategie der Kent Police und ist seit 2013 als politischer Berater tätig. Er ist verheiratet und Vater von zwei Töchtern.